# Chronicon Moissacense
Chronicon Moissacense (také Chronicon Moissiacense, česky Moissacká kronika) je anonymním autorem
latinsky psaná kronika, vzniklá ke konci 10. století v jihofrancouzském městě Narbonne nebo v benediktinském klášteře Ripoll v Katalánii; opis se dochoval v knihovně benediktinského opatství kláštera Saint-Pierre v Moissacu.
Kronika popisuje dějiny germánského kmene Franků od poslední čtvrtiny 4. století našeho letopočtu (od vlády římského císaře Valentiniana I.) až do roku 818 s doplňkem k roku 840 (zápis s datem úmrtí franského císaře Ludvíka Zbožného). Ve většině partií kroniky jde o kompilaci starších análů (do roku 741 podle Chronicon Laurissense breve a od roku 770 podle Annales Laureshamenses).
K roku 805 se zmiňuje o výpravě franských vojsk do Čech a neúspěšném obléhání hradiště Canburg. Zajímavé je i pojmenování Čechů jako Cichu-Windones.